# Новая Дача (Запорожская область)
Новая Дача (укр. Нова Дача) — село,
Семёновский сельский совет,
Пологовский район,
Запорожская область,
Украина.
Код КОАТУУ — 2324285703. Население по переписи 2001 года составляло 20 человек.

## Географическое положение
Село Новая Дача находится на расстоянии в 1 км от села Дмитровское и в 6-и км от села Конские Раздоры.

## История
- 1790 год — дата основания.